# Represa del Sisga
Represa del Sisga är en reservoar i Colombia.   Den ligger i departementet Cundinamarca, i den centrala delen av landet, 70 km nordost om huvudstaden Bogotá. Represa del Sisga ligger 2 660 meter över havet. Arean är 5,1 kvadratkilometer. I omgivningarna runt Represa del Sisga växer i huvudsak städsegrön lövskog. Den sträcker sig 6,3 kilometer i nord-sydlig riktning, och 3,1 kilometer i öst-västlig riktning.